# Pelexia trachyglossa
Pelexia trachyglossa là một loài thực vật có hoa trong họ Lan. Loài này được (Kraenzl.) Pabst mô tả khoa học đầu tiên năm 1967.